# Wyłkowyszki
Wyłkowyszki (lit. Vilkaviškis wymowaⓘ) – miasto na Litwie, w okręgu mariampolskim, siedziba rejonu wyłkowyskiego.

## Historia

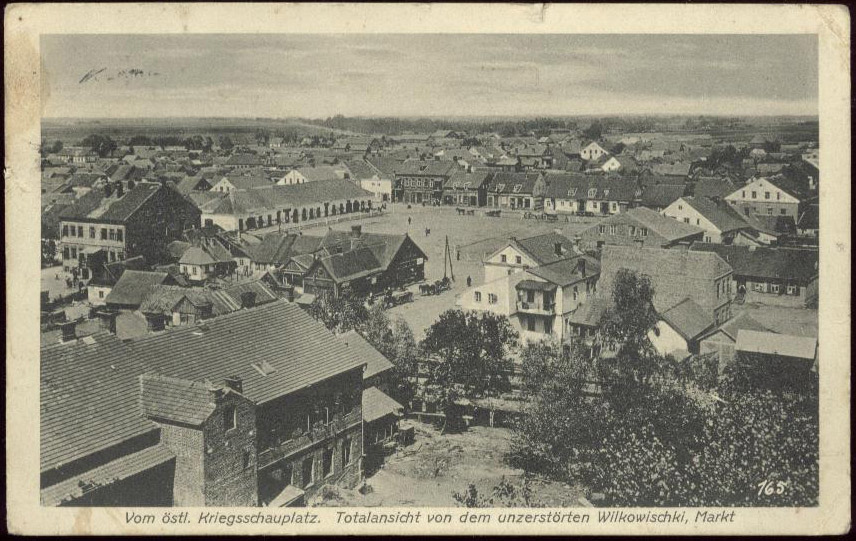
Wyłkowyszki w 1916 r.

Miejscowość powstała prawdopodobnie na początku XVII wieku. Około 1620 roku Stefan Pac, skarbnik i podkanclerzy WKL, wraz z żoną Anną wzniósł tu niewielki drewniany kościół pw. Nawiedzenia NMP. Później został on rozbudowany o kruchtę, dwie kaplice i dwie wieże. Prawdopodobnie w 1660 król Polski Jan II Kazimierz Waza nadał Wyłkowyszkom prawa miejskie. Jako miasto określił Wiłkowyszki król August II Mocny w 1697 i 1710 roku. Prawa magdeburskie i herb (lilia na błękitnym polu) w 1791 roku potwierdził Wiłkowyszkom Stanisław August Poniatowski. W 1792 w mieście stacjonował 3 Pułk Przedniej Straży Buławy Polnej Litewskiej wojska I Rzeczypospolitej.
W 1795 zajęte w III rozbiorze Polski przez Prusy. W 1807 zostały częścią Księstwa Warszawskiego. Tu 22 czerwca 1812 Napoleon Bonaparte w rozkazie dziennym do Wielkiej Armii ogłosił początek drugiej wojny polskiej – rozpoczął się atak na Rosję.
Od 1815 część kongresowego Królestwa Polskiego. Miasto było siedzibą gminy Wyłkowyszki i powiatu wyłkowyskiego.
W latach 1870–1881 w miejscu starego kościoła proboszcza Antoniego Leśniewskiego wzniesiono nową murowaną świątynię w stylu neoromańskim, znaną od 1926 jako Katedra Najświętszej Marii Panny w Wyłkowyszkach.
Na przełomie XIX i XX wieku w Wyłkowyszkach zamieszkiwał Judel Rotsztejn, fotograf działający w dwudziestoleciu międzywojennym w Augustowie.
Od marca do października 1942 r. w gmachu litewskiego Seminarium Duchownego pod nadzorem Wermachtu i rektora Seminarium byli internowani profesorowie Seminarium Duchownego w Wilnie i Wydziału Teologicznego Uniwersytetu Stefana Batorego. Następnie przewieziono ich do obozów pracy w Szałtupiu i Poniewieżyku.
Podczas okupacji hitlerowskiej, 26 czerwca 1941 roku Niemcy utworzyli getto dla żydowskich mieszkańców. Przebywało w nim około 3000 osób. 24 września 1941 roku Niemcy zlikwidowali getto, a Żydów zamordowano jego pobliżu. 

## Miasta partnerskie
- Olecko

## Urodzeni w Wyłkowyszkach
- Jan Jodzewicz - prawnik, sygnatariusz deklaracji ideowej ONR
- Bonifacy Dziadulewicz – powstaniec styczniowy
- Jerzy Lalewicz – polski pianista i pedagog
- Marian Lalewicz – polski architekt